# ハンス・ロット
ハンス・ロット（Hans Rott, 1858年8月1日 - 1884年6月25日）は、オーストリアの作曲家。生前は恩師アントン・ブルックナーや学友グスタフ・マーラーから高く賞賛されており、ブルックナーはいつしかロットが大収穫をもたらすことを信じていた。マーラーは《交響曲第1番》において、ロットの交響曲から引用を行なった。ロットは、作曲家としては習作的な管弦楽曲を残したに過ぎないとされ、長らく無名の存在であったが、没後100年を機に研究者により作品が発掘されて徐々に世に知られるようになり、2000年代以降 しばしば演奏の機会を得るようになっている。

## 人物・来歴

### 生い立ち
ウィーン近郊のブラウンヒルシェングルント（Braunhirschengrund）出身。母マリーア・ロザリナ・ルッツ（1840年 - 1872年）は、美貌で人気の女優・歌手であり、わずか17歳のとき、年長のウィーンの喜劇俳優カール・マティアス・ロット（1807年 - 1876年）と不倫の末に妊娠し、18歳で出産した。ロットの両親が結婚するのは、父親が先妻と死別した1862年になってからであり、それまでロットは認知されず、公式に母親の私生児として育てられた。ちなみに「ロット」（Rott）というのは父親の芸名であり、本名は「ロート」（Roth）であった。母親の死から2年後、父親は舞台の事故で障害者となり、その2年後に世を去った。

### 学生時代
両親を喪ってからもウィーン音楽院で学業を続け、ピアノをランツクローン、和声法をグレーデナー、対位法と作曲をクレンに師事した。幸いにも、その技量と経済的な困窮が認められ、学費納入を免除された。在学中に、一時期クシジャノフスキーやマーラーと同居していたことがある。
1874年よりオルガン科でブルックナーにオルガン演奏を師事、1877年に同科を修了した。ブルックナーによると、ロットはバッハを巧みにこなし、即興演奏は見事であったという。当時の青年音楽家が避けられなかったように、ロットもワーグナーの楽劇に感銘を受け、1876年の第1回バイロイト音楽祭に出席してすらいる。
その頃ロットは、ウィーンのマリア・トロイ教会のオルガニストを務めていた。1878年、音楽院での最終年次に、音楽院での作曲コンクールに《交響曲第1番ホ長調》の第1楽章を提出するが、ブルックナーを除いて多くの審査員は、これを却下し、中には嘲笑する者さえいたと伝えられる。1880年に交響曲を完成させると、ロットはこれを指揮者ハンス・リヒターとブラームスの2人に見せ、演奏してもらおうとかけ合った。だがこれは失敗に終わる。ブラームスは、ブルックナーが音楽院の若者に大きく影響していることを好ましからぬ思いでおり、あまつさえロットに、どうせ才能は無いのだから、音楽を諦めるべきだとさえ言い切った。不幸なことに、ロットはマーラーの堅忍不抜の精神を持ち合わせておらず、マーラーが生涯において数々の困難に打ち勝つことが出来たのに対して、ロットは精神病に打ちひしがれてしまう。
ロットは音楽教師として自活するため、アルザスのミュールハウゼン（現ミュルーズ）の学校に赴任することになっていたが、1880年、まさに旅立とうとするその日に、汽車の中で「ブラームスが爆弾を爆発させた」などとあらぬ妄想を口走り、そのまま精神病院に収容された。一時的に回復して、室内楽曲の作曲に着手したこともあったものの、やがてうつ病に落ち込むようになる。1883年末の診察カルテによると、「幻覚症を伴う精神異常、被害妄想。もはや快復の見込み無し」とある。何度かの自殺企図の末、1884年に結核により他界、25歳没。亡骸はブルックナーを含む親しい知人に見送られ、ウィーン中央墓地に葬られた。

## 作品
ロットの友人たちのおかげで、自筆譜のいくつかはウィーン国立図書館の音楽資料室の中に保存された。《交響曲第1番ホ長調》や、未完成に終わった《交響曲第2番》のスケッチなどもその1つである。《交響曲第1番ホ長調》は、マーラーの音楽の特色のいくつかの先触れとなっており、それゆえに際立っている。とりわけ第3楽章はマーラーのスケルツォに酷似している。終楽章では、ブラームスの《交響曲第1番》にそっくりな主題が登場する。
マーラーはロットの歌曲についても好意的に述べたが、近年になってようやく数曲が発見された。《弦楽六重奏曲》も作曲したが、散逸したらしく、マーラーはそれを知らなかった。ロットは大量に作曲したものの、こんなものは価値が無いと言って書いたものの多くをすぐに破棄してしまった。
ロットの才能に最初に気づいたのは、ブルックナーとマーラーである。マーラー自身、ロット作品からの引用楽句を自作に挿入している。20世紀を通してロットの作品はほとんど忘れられていたものの、1989年に交響曲がシンシナティ・フィルハーモニー管弦楽団により初演され、その後ただちに録音された。その演奏・録音は、埋もれていた自筆譜を再発見したイギリスの音楽学者ポール・バンクスによる、演奏用の校訂譜が用いられている。
現在そのほかにCDで聞くことの出来る作品は、序曲《ユリウス・カエサル》、序曲《ハムレット》、《牧歌風序曲》、《管弦楽のための前奏曲》、《弦楽のための交響曲》、《弦楽四重奏曲》の5つである。
《交響曲第1番ホ長調》の日本初演は、2004年11月に沼尻竜典の指揮する日本フィルハーモニー交響楽団によって実現した。

### 楽譜
リース&エルラーやドブリンガーなどの固有名詞は、出版社名を示している。
- 管絃楽曲
  - 交響曲第1番ホ長調（交響曲断章つき） Sinfonier Nr.1 E-Dur: mit Sinfoniesatz E-Dur (1878), Ries & Erler (2003年頃)
  - 「ユリウス・カエサル」のための前奏曲 Ein Vorspiel zu 'Julius Caesar' (1877), Doblinger (2003年頃)
- ピアノ曲
  - アンダンティーノ ヘ長調 Andantino in F, Johannes Volker Schmidt
  - 牧歌ニ長調 Idylle D-dur, Johannes Volker Schmidt
  - フーガ ハ長調 Fuga C-dur, Johannes Volker Schmidt
  - メヌエット変ニ長調 Menuett Des-dur, Frank Litterscheid
  - 4手のためのフーガ ハ短調 Fuga c-Moll, Johannes Volker Schmidt
- 歌曲
  - ふたつの願い Zwei Wunsche (Sop./Ten., Piano) , Johannes Volker Schmidt
- 合唱曲
  - 天にまします我らが父よ Pater noster (Bar., Str.) , Doblinger
  - Epigonen-Chor: für gemischeten Chör a cappella, Doblinger
  - エコー Das Echo: für gemischeten Chör a cappella, Doblinger